# 劳布·克里斯蒂安
劳布·克里斯蒂安（匈牙利語：Rabb Krisztián，2001年11月10日—），匈牙利男子击剑运动员，2024年欧洲击剑锦标赛男子佩剑团体金牌得主、2024年夏季奥林匹克运动会男子佩剑团体银牌得主。